# Liste des États membres du Commonwealth

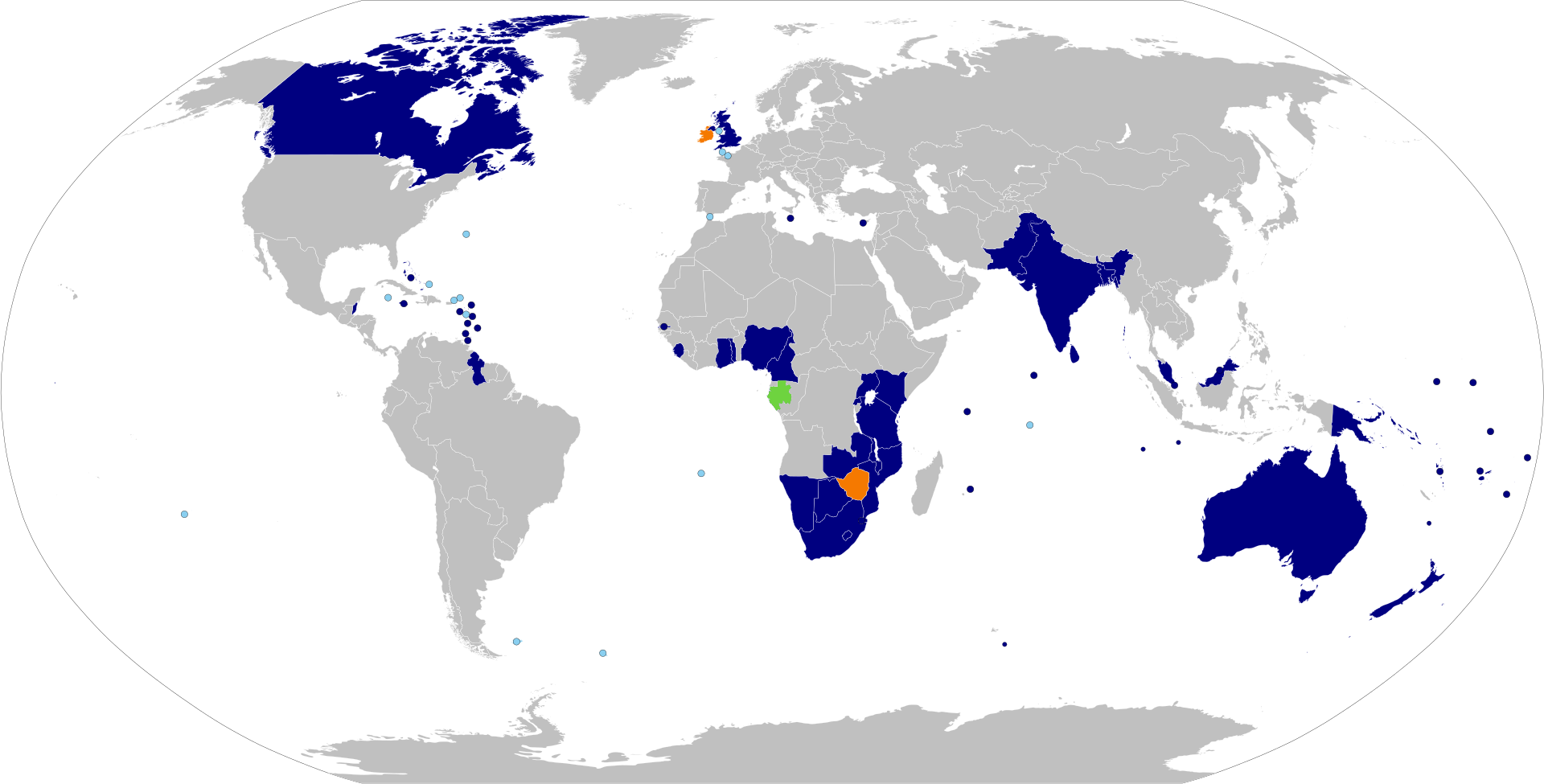
Membres
Membres suspendus
Anciens membres
Territoires britanniques d'outre-mer et dépendances de la Couronne

Républiques du Commonwealth
Royaumes du Commonwealth
Autres monarchies membres

Le Commonwealth est une association volontaire constituée actuellement de 56 États souverains,.
Parmi les États membres :
- 21 sont des monarchies[3] :
  - 15 sont des monarchies avec Charles III comme chef d'État et, à ce titre, qualifiés de « royaumes du Commonwealth »[4],[5],[3] ;
  - 6 sont des monarchies avec un monarque différent (Brunei, Eswatini, Lesotho, Malaisie[6], Samoa[7], Tonga)[3] ;
- 35 sont des républiques.

## Membres actuels
| État                            | Adhésion                                    | ONU Continent région | Régime                                | Population    | Remarque |
| ------------------------------- | ------------------------------------------- | -------------------- | ------------------------------------- | ------------- | --- |
| Afrique du Sud                  | 19 novembre 1926                            | Afrique              | République                            | 59 167 060    | Dominion depuis le 31 mai 1910, membre fondateur du Commonwealth lors de la conférence impériale en 1926 et du statut de Westminster en 1931, quitte le Commonwealth en 1961, retour en 1994. |
| Antigua-et-Barbuda              | 1er novembre 1981                           | Amérique du Nord     | Monarchie dont Charles III est le roi | 97 782        | |
| Australie                       | 19 novembre 1926                            | Océanie              | Monarchie dont Charles III est le roi | 25 446 143    | Dominion depuis le 1er janvier 1901, membre fondateur du Commonwealth lors de la conférence impériale en 1926 et du statut de Westminster en 1931, mais ne l'adopte qu'en 1942 (avec effet rétroactif à 1939), abolition des liens juridiques avec le Parlement britannique en 1986.                    |
| Bahamas                         | 10 juillet 1973                             | Amérique du Nord     | Monarchie dont Charles III est le roi | 392 563       | |
| Bangladesh                      | 18 avril 1972                               | Asie                 | République                            | 164 391 942   | Déclare son indépendance du Pakistan en 1971. |
| Barbade                         | 30 novembre 1966                            | Amérique du Nord     | République                            | 287 312       | La Barbade, qui a obtenu son indépendance en 1966 en qualité de royaume du Commonwealth, devient une république le 30 novembre 2021. |
| Belize                          | 21 septembre 1981                           | Amérique du Nord     | Monarchie dont Charles III est le roi | 396 307       | |
| Botswana                        | 30 septembre 1966                           | Afrique              | République                            | 2 342 914     | |
| Brunei                          | 1er janvier 1984                            | Asie                 | Monarchie avec un souverain local     | 436 720       | |
| Cameroun                        | 13 novembre 1995                            | Afrique              | République                            | 26 423 912    | Territoire sous mandat français et britannique après la Première Guerre mondiale en 1919. Indépendance de la partie française en 1960, réunification avec la partie britannique en 1961. |
| Canada                          | 19 novembre 1926                            | Amérique du Nord     | Monarchie dont Charles III est le roi | 37 682 252    | Dominion depuis le 1er juillet 1867, membre fondateur du Commonwealth lors de la conférence impériale en 1926 et du statut de Westminster en 1931, absorbe Terre-Neuve-et-Labrador en 1949, abolition des liens juridiques avec le Parlement britannique en 1982.                                       |
| Chypre                          | 13 mars 1961                                | Europe               | République                            | 1 205 771     | Indépendance du Royaume-Uni en 1960. |
| Dominique                       | 3 novembre 1978                             | Amérique du Nord     | République                            | 71 954        | |
| Eswatini                        | 6 septembre 1968                            | Afrique              | Monarchie avec un souverain local     | 1 157 985     | |
| Fidji                           | 10 octobre 1970                             | Océanie              | République                            | 895 271       | Quitte le Commonwealth en 1987, retour en 1997, suspendu de 2000 à 2001 et de 2006, à 2014. |
| Gabon (partiellement suspendu)  | 25 juin 2022                                | Afrique              | République                            | 2 284 912     | Indépendance de la France en 1960, troisième pays admis au sein du Commonwealth sans lien colonial ou historique avec le Royaume-Uni. Partiellement suspendu à la suite du coup d'État de 2023. |
| Gambie                          | 18 février 1965                             | Afrique              | République                            | 2 404 089     | Retrait volontaire le 3 octobre 2013,, retour le 8 février 2018. |
| Ghana                           | 6 mars 1957                                 | Afrique              | République                            | 30 953 823    | |
| Grenade                         | 7 février 1974                              | Amérique du Nord     | Monarchie dont Charles III est le roi | 112 429       | |
| Guyana                          | 26 mai 1966                                 | Amérique du Sud      | République                            | 785 868       | |
| Inde                            | 15 août 1947                                | Asie                 | République                            | 1 377 546 046 | Absorbe l'Inde française entre 1950 et 1954, l'Inde portugaise en 1961 et le Sikkim en 1975. |
| Jamaïque                        | 6 août 1962                                 | Amérique du Nord     | Monarchie dont Charles III est le roi | 2 958 840     | |
| Kenya                           | 12 décembre 1963                            | Afrique              | République                            | 53 553 539    | |
| Kiribati                        | 12 juillet 1979                             | Océanie              | République                            | 119 115       | |
| Lesotho                         | 4 octobre 1966                              | Afrique              | Monarchie avec un souverain local     | 2 139 179     | |
| Malaisie                        | 31 août 1957,                               | Asie                 | Monarchie avec un souverain local     | 32 290 598    | Adhère en tant que Fédération de Malaya en 1957, devient la Malaisie en 1963 en absorbant Singapour (indépendant en 1965), Sabah et Sarawak. |
| Malawi                          | 6 juillet 1964                              | Afrique              | République                            | 19 038 649    | |
| Maldives                        | 9 juillet 1982                              | Asie                 | République                            | 515 696       | Indépendance du Royaume-Uni en 1965, membre spécial de 1982 à 1985. Le pays quitte l'organisation le 13 octobre 2016, mais la rejoint de nouveau le 1er février 2020. |
| Malte                           | 21 septembre 1964                           | Europe               | République                            | 441 332       | |
| Maurice                         | 12 mars 1968                                | Afrique              | République                            | 1 271 389     | |
| Mozambique                      | 13 novembre 1995                            | Afrique              | République                            | 31 093 269    | Indépendance du Portugal en 1975, premier pays admis au sein du Commonwealth sans lien colonial ou historique avec le Royaume-Uni. |
| Namibie                         | 21 mars 1990                                | Afrique              | République                            | 2 532 485     | Indépendance de l'Afrique du Sud en 1990. |
| Nauru                           | 1er novembre 1968                           | Océanie              | République                            | 10 812        | Indépendance en 1968 d'une tutelle conjointe de l'Australie, de la Nouvelle-Zélande et du Royaume-Uni. membre spécial de 1968 à 1999 et de nouveau de 2006 à 2011, |
| Nigeria                         | 1er octobre 1960                            | Afrique              | République                            | 205 197 174   | Suspendu de 1995 à 1999. |
| Nouvelle-Zélande                | 19 novembre 1926                            | Océanie              | Monarchie dont Charles III est le roi | 4 815 151     | Dominion depuis le 26 septembre 1907, membre fondateur du Commonwealth lors de la conférence impériale en 1926 et du statut de Westminster de 1931 mais ne l'adopte qu'en 1947, abolition des liens juridiques avec le Parlement britannique en 1986.                                                   |
| Ouganda                         | 9 octobre 1962                              | Afrique              | République                            | 45 472 308    | |
| Pakistan                        | 15 août 1947                                | Asie                 | République                            | 220 106 323   | Quitte le Commonwealth en 1972, retour en 1989, suspendu de 1999 à 2004 et de 2007 à 2008. |
| Papouasie-Nouvelle-Guinée       | 16 septembre 1975                           | Océanie              | Monarchie dont Charles III est le roi | 8 915 983     | Indépendance de l'Australie. |
| Royaume-Uni                     | 19 novembre 1926                            | Europe               | Monarchie dont Charles III est le roi | 67 821 755    | Déclaration Balfour de 1926 et adoption du statut de Westminster en 1931 par le Parlement britannique. |
| Rwanda                          | 29 novembre 2009                            | Afrique              | République                            | 12 892 997    | Indépendance de la Belgique en 1962, second pays admis au sein du Commonwealth sans lien colonial ou historique avec le Royaume-Uni. |
| Îles Salomon                    | 7 juillet 1978                              | Océanie              | Monarchie dont Charles III est le roi | 683 778       | |
| Saint-Christophe-et-Niévès      | 19 septembre 1983                           | Amérique du Nord     | Monarchie dont Charles III est le roi | 53 131        | |
| Sainte-Lucie                    | 22 février 1979                             | Amérique du Nord     | Monarchie dont Charles III est le roi | 183 476       | |
| Saint-Vincent-et-les-Grenadines | 27 octobre 1979                             | Amérique du Nord     | Monarchie dont Charles III est le roi | 110 877       | Membre spécial de 1979 à 1985. |
| Samoa                           | 28 août 1970                                | Océanie              | Monarchie avec un souverain local     | 198 176       | Indépendance de la Nouvelle-Zélande en 1962 sous le nom de Samoa occidentales |
| Seychelles                      | 29 juin 1976                                | Afrique              | République                            | 98 237        | |
| Sierra Leone                    | 27 avril 1961                               | Afrique              | République                            | 7 947 223     | |
| Singapour                       | 9 août 1966 (en vigueur dès le 9 août 1965) | Asie                 | République                            | 5 842 026     | Indépendance du Royaume-Uni et rejoint la Malaisie en 1963, indépendance de la Malaisie en 1965 |
| Sri Lanka                       | 4 février 1948                              | Asie                 | République                            | 21 397 092    | Joint le Commonwealth en tant que Dominion de Ceylan, devient une république en 1972. |
| Tanzanie                        | 9 décembre 1961                             | Afrique              | République                            | 59 418 971    | Précédemment Tanganyika et Zanzibar, fusionnés en 1964. |
| Togo                            | 25 juin 2022                                | Afrique              | République                            | 8 608 444     | Territoire sous mandat français et britannique après la Première Guerre mondiale en 1919, qui voit le Togoland divisé entre le Togoland britannique, lequel est rattaché à la Côte-de-l'Or en 1956 (et devient le Ghana en 1957), et le Togoland français. Indépendance de la partie française en 1960. |
| Tonga                           | 4 juin 1970                                 | Océanie              | Monarchie avec un souverain local     | 105 478       | |
| Trinité-et-Tobago               | 31 août 1962                                | Amérique du Nord     | République                            | 1 398 673     | |
| Tuvalu                          | 1er octobre 1978                            | Océanie              | Monarchie dont Charles III est le roi | 11 766        | Membre spécial de 1978 à 2000. |
| Vanuatu                         | 30 juillet 1980                             | Océanie              | République                            | 305 824       | Indépendance de la France et du Royaume-Uni. |
| Zambie                          | 24 octobre 1964                             | Afrique              | République                            | 18 288 618    | |

## Anciens membres
| État        | Adhésion         | Retrait         | Continent        | Remarque |
| ----------- | ---------------- | --------------- | ---------------- | --- |
| Irlande     | 19 novembre 1926 | 18 avril 1949   | Europe           | Dominion au moment de la déclaration Balfour lors de conférence impériale en 1926 et de l'adoption du statut de Westminster en 1931, retrait volontaire au moment de l'adoption du Republic of Ireland Act en 1949. |
| Malaya      | 31 août 1957     | 31 juillet 1963 | Asie             | Devient la Malaisie avec l'adhésion de Singapour (membre indépendant en 1965), Sabah et Sarawak. |
| Tanganyika  | 9 décembre 1961  | 26 avril 1964   | Afrique          | Fusionnent pour former la Tanzanie. |
| Zanzibar    | 10 décembre 1963 | 26 avril 1964   | Afrique          | Fusionnent pour former la Tanzanie. |
| Terre-Neuve | 19 novembre 1926 | 31 mars 1949    | Amérique du Nord | Dominion au moment de la déclaration Balfour lors de conférence impériale en 1926 et de l'adoption du statut de Westminster en 1931, gouvernement suspendu en 1934, rejoint le Canada en 1949.                      |
| Zimbabwe    | 1er octobre 1980 | 7 décembre 2003 | Afrique          | Suspendu en 2002, retrait volontaire en 2003. |

## Candidats
| État          | Candidature | Continent       | Régime     | Remarque |
| ------------- | ----------- | --------------- | ---------- | --- |
| Somaliland    | 2009        | Afrique         | République | Ancienne colonie britannique, État non reconnu depuis 1991, a demandé le statut d'observateur au sein du Commonwealth. |
| Soudan        |             | Afrique         | République | Indépendance du Royaume-Uni et de l'Égypte en 1956.                                                                    |
| Soudan du Sud | 2011        | Afrique         | République | Indépendance du Soudan en 2011.                                                                                        |
| Suriname      |             | Amérique du Sud | République | Colonie britannique de 1650 à 1667 et de 1799 à 1816, a exprimé le projet de rejoindre le Commonwealth.                |

D'autres États ont exprimé leur intérêt à rejoindre le Commonwealth, dont  le Cambodge, Madagascar, le Yémen et le Maroc ,,,.

## Membres potentiels

Membre du Commonwealth
Territoire dépendant d'un membre du Commonwealth
État candidat ou ayant exprimé un intérêt à l'être
État non-membre qui pourrait être candidat

Après l'adhésion du Mozambique en 1995, la réunion des chefs de gouvernement d'Édimbourg en 1997 a adopté des critères plus précis pour l'adhésion d'États au Commonwealth, à savoir, :
- accepter les principes adoptés à Harare en 1991 concernant la démocratie, la liberté, la non-discrimination raciale, etc. ;
- être un État souverain (ce critère permet d'exclure une éventuelle candidature de l'Autorité palestinienne ou de Tokelau) ;
- reconnaître le roi Charles III comme chef du Commonwealth[58] ;
- accepter l'anglais comme langue de communication du Commonwealth ;
- respecter les vœux de la population sur l'adhésion au Commonwealth[59].

À Kampala en 2007, les chefs de gouvernement ont précisé ces critères en ajoutant notamment le fait qu'un candidat doit avoir un lien constitutionnel historique avec un État déjà membre du Commonwealth, sauf « circonstance exceptionnelle ». Le Rwanda, qui ne remplit pas ce critère ayant été une colonie allemande puis belge, a toutefois pu adhérer en 2009 dans le cadre d'une « circonstance exceptionnelle ». C'est le second État après le Mozambique à adhérer au Commonwealth sans avoir eu de liens historiques avec le Royaume-Uni.
Avant 2007, un royaume du Commonwealth qui devenait une république devait présenter une nouvelle demande d'adhésion au Commonwealth des Nations. Comme ce n'est plus le cas, la Barbade est devenue en 2021 le premier pays à en rester membre après avoir cessé d'être une monarchie sans avoir à présenter une nouvelle demande d'adhésion.
Les États ayant eu un lien historique avec le Royaume-Uni et pouvant ainsi prétendre à adhérer au Commonwealth sont actuellement les suivants :
- Bahreïn[59] (protectorat britannique jusqu'en 1971),
- Égypte[59] (protectorat britannique de 1882 à 1922, présence britannique jusqu'en 1956),
- Érythrée[59] (mandat britannique jusqu'en 1951),
- Îles Cook (l'État prend sa souveraineté en 1984, confirmée par l'ONU en 2001[62], cependant la Nouvelle-Zélande a menacé de retirer la citoyenneté néo-zélandaise aux Cookiens s'ils adhéraient au Commonwealth),
- Irak[59] (mandat britannique jusqu'en 1932),
- Irlande[63] (partie du Royaume-Uni jusqu'en 1922 puis dominion jusqu'en 1949),
- Israël[64] (partie de la Palestine mandataire jusqu'en 1948),
- Jordanie[59] (mandat puis protectorat britannique jusqu'en 1946),
- Koweït[59] (protectorat britannique jusqu'en 1961),
- Libye[59] (administré en partie par le Royaume-Uni de 1943 à 1951),
- Birmanie[59] (colonie britannique jusqu'en 1948),
- Niue (l'État prend sa souveraineté en 1994, cependant la Nouvelle-Zélande a menacé de retirer la citoyenneté néo-zélandaise aux Niuéens s'ils adhéraient au Commonwealth),
- Qatar[59] (protectorat britannique jusqu'en 1971),
- Émirats arabes unis[59] (protectorat britannique jusqu'en 1971),
- États-Unis[59],[N 4] (colonie britannique jusqu’en 1783),
- Yémen[59] (Yémen du Sud colonie britannique jusqu'en 1967),
- Zimbabwe[57] (membre du Commonwealth jusqu'à son retrait en 2003).

À cela s'ajoute plusieurs territoires qui affichent des ambitions indépendantistes. S'ils n'ont pas aujourd'hui le statut d'État souverain reconnu, ils pourraient devenir membres du Commonwealth s'ils l'obtenaient :
- Écosse (nation du Royaume-Uni) ;
- Palestine[64] (partie de la Palestine mandataire jusqu'en 1948[64] et aujourd'hui État non-membre observateur à l'ONU) ;